# Czarny szlak turystyczny Starachowice – Wykus
 Czarny szlak turystyczny Starachowice – Wykus – szlak turystyczny na terenie Gór Świętokrzyskich.

## Przebieg szlaku
| Odległość | Atrakcje                                                 | Punkt                 | Skrzyżowania szlaków                              |
| --------- | -------------------------------------------------------- | --------------------- | ------------------------------------------------- |
| 0,0 km    | zabytek · zabytek techniki · kościół · cmentarz żydowski | Starachowice PKS, PKP | Skarżysko-Kamienna – Kałków Starachowice – Łączna |
| 5,5 km    | pomnik                                                   | Polana Langiewicza    | Wąchock – Cedzyna                                 |
| 9,0 km    | kaplica · pomnik · rezerwat roślinny                     | Wykus                 | Wąchock – Cedzyna Skarżysko Zachodnie – Wykus     |

## Galeria

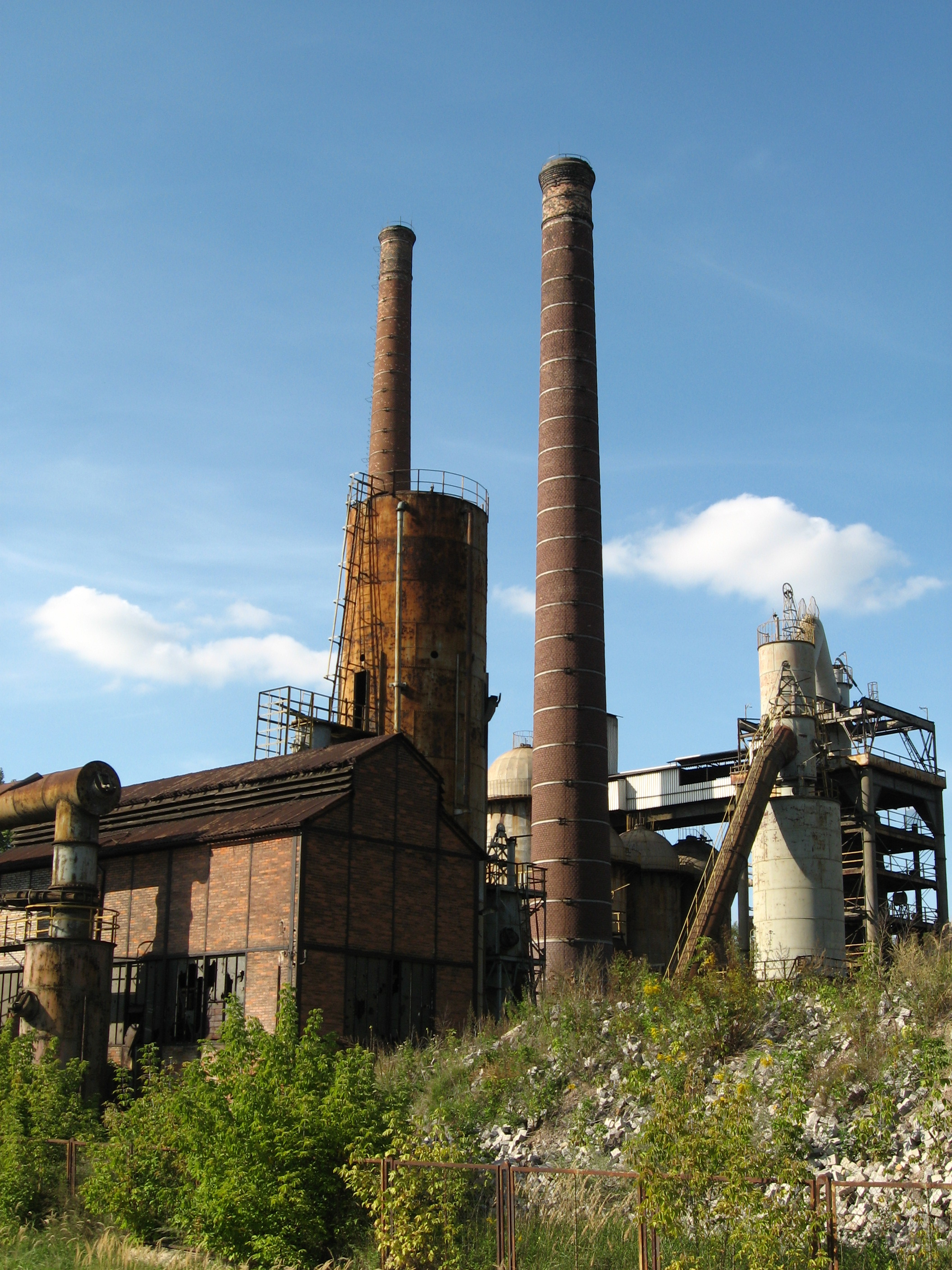
Wielki piec w Starachowicach
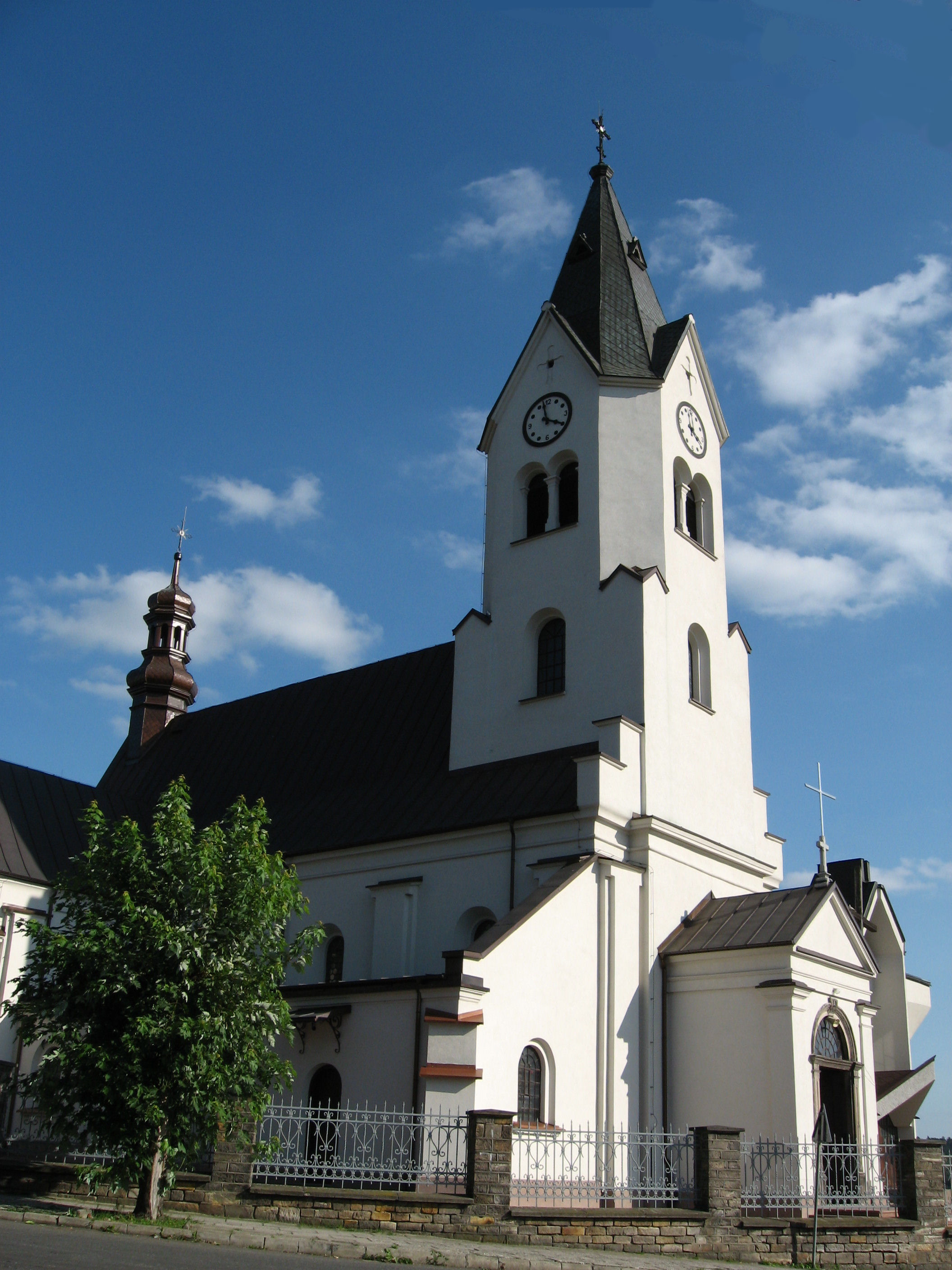
Kościół pw. Świętej Trójcy w Starachowicach
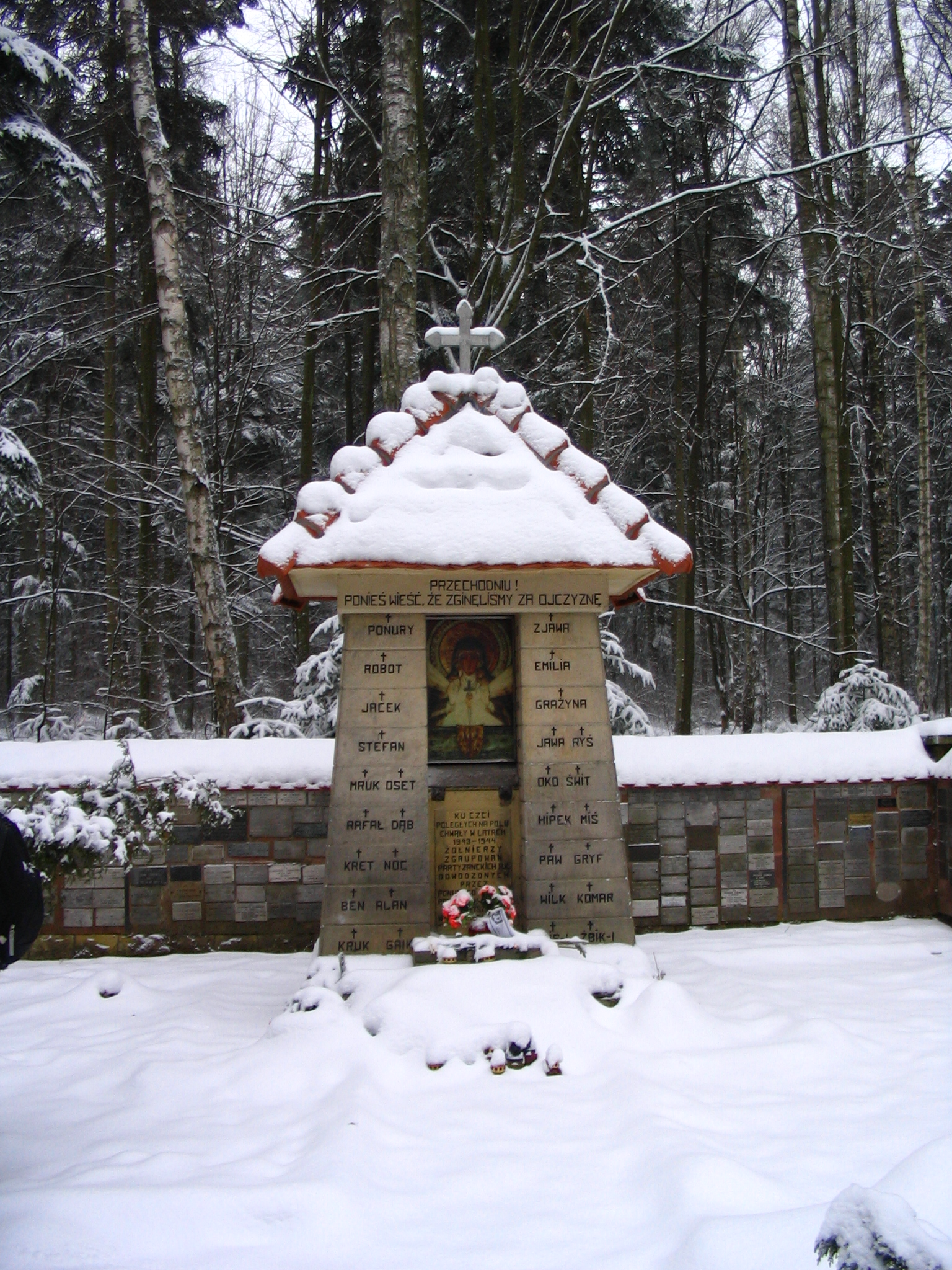
Kapliczka upamiętniająca partyzantów na Wykusie